# (4833) Мегес
(4833) Мегес (лат. Meges, др.-греч. Μέγης) — типичный троянский астероид Юпитера, движущийся в точке Лагранжа L4, в 60° впереди планеты. Астероид был открыт 8 января 1989 года американским астрономом Кэролин Шумейкер в Паломарской обсерватории и назван в честь Мегета, одного из героев Троянской войны.

Орбита астероида Мегес и его положение в Солнечной системе
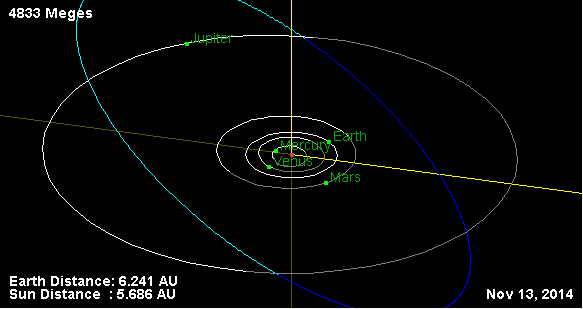
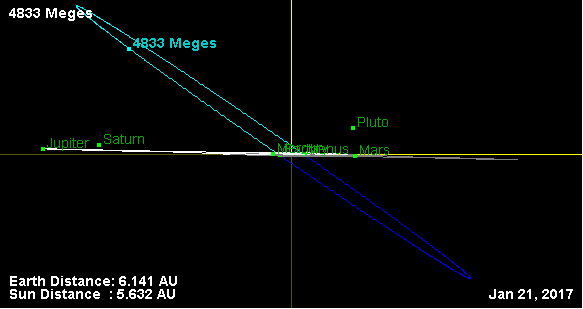

Фотометрические наблюдения, проведённые в 1995 году, позволили получить кривые блеска этого тела, из которых следовало, что период вращения астероида вокруг своей оси равняется 14,25 ± 0,03 часам, с изменением блеска по мере вращения 0,13 ± 0,01 m.